# Kauhajärvsjön
Kauhajärvsjön eller Kauhajärv är en sjö i kommunen Pedersöre i landskapet Österbotten i Finland. Sjön ligger 48,1 meter över havet. Arean är 33 hektar och strandlinjen är 3,85 kilometer lång. Sjön  ingår i Kovjoki å huvudavrinningsområde.   Den ligger omkring 73 kilometer öster om Vasa och omkring 370 kilometer norr om Helsingfors. 